# Jan Kopecký
Jan Kopecký (Opočno, República Checa, 28 de Janeiro de 1982) é um piloto checo de rali. Está presente no Campeonato Mundial de Rali (WRC).
Após começar a sua carreira como piloto de carros de turismo, Kopecký mudou de área em 2001, vencendo o Campeonato Nacional de Sprintrallye logo na estreia.
Em 2004 venceu o Campeonato Nacional de Clássicos, entrando no ano seguinte no WRC.
Na temporada de 2006, competiu juntamente com o co-piloto Filip Schovánek, ao volante de um Škoda Fabia WRC kit-car.
- Commons